# Hanna Marklund
Hanna Gunilla Marklund, mais conhecida como Hanna Marklund (Skellefteå, 26 de novembro de 1977) é uma ex-futebolista sueca que atuava como zagueira. .

## Carreira
Marklund atuou pela seleção de seu país nas Olimpíadas de 2000 e 2004.